# 何塞·卡达尔索

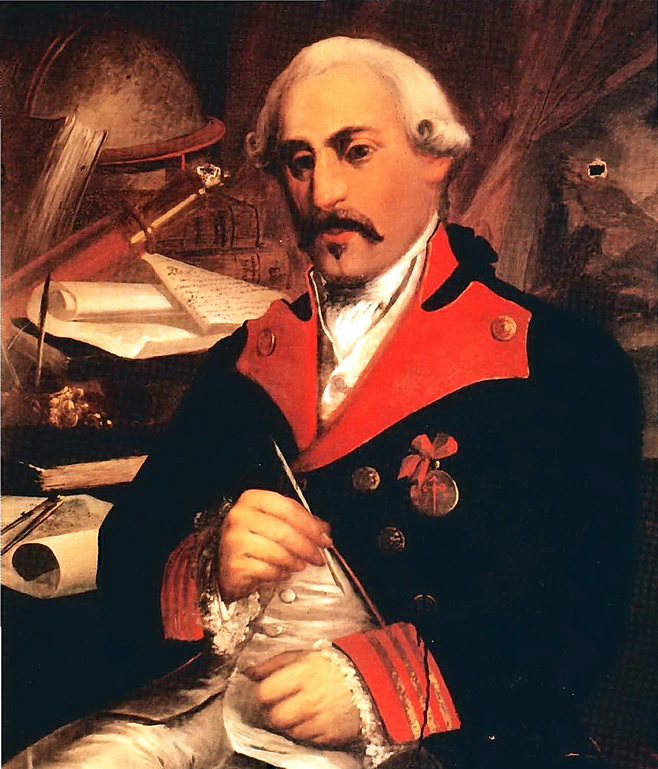
何塞·卡达尔索

何塞·德·卡达尔索·巴斯克斯（ José de Cadalso y Vázquez ，1741年-1782年）是西班牙军隊上校，作家、诗人、剧作家和散文家。1782年2月27日，卡达尔索在直布罗陀包围战中阵亡。 